# Frédéric Kowal
Pour les articles homonymes, voir Kowal.
Frédéric Kowal est un rameur français né le 2 octobre 1970 à Nogent-sur-Seine (Aube).

## Biographie
Frédéric Kowal dispute l'épreuve de deux de couple avec Samuel Barathay aux Jeux olympiques d'été de 1996 à Atlanta et remporte la médaille de bronze. Il participe à la même épreuve en compagnie d'Adrien Hardy aux Jeux olympiques d'été de 2000 à Sydney et se classe septième.

Palmarès
| Année | Compét.               | Rang | Discipline       |  |
| ----- | --------------------- | ---- | ---------------- |  |
| 1993  | Championnats du monde | 5    | Quatre de couple |  |
| 1994  | Championnats du monde | 5    | Quatre de couple |  |
| 1995  | Championnats du monde | 5    | Deux de couple   |  |
| 1995  | Championnats du monde | 5    | Quatre de couple |  |
| 1996  | Jeux olympiques       | 3    | Deux de couple   |  |
| 1997  | Championnats du monde | 6    | Deux de couple   |  |
| 1997  | Championnats du monde | 6    | Quatre de couple |  |
| 1998  | Championnats du monde | 4    | Deux de couple   |  |
| 1999  | Championnats du monde | 4    | Deux de couple   |  |
| 2000  | Jeux olympiques       | 7    | Deux de couple   |  |
| 2001  | Championnats du monde | 9    | Skiff            |  |
| 2003  | Championnats du monde | 16   | Skiff            |  |